# Île Cigogne

|
 (mars 2015).
Si vous disposez d'ouvrages ou d'articles de référence ou si vous connaissez des sites web de qualité traitant du thème abordé ici, merci de compléter l'article en donnant les références utiles à sa vérifiabilité et en les liant à la section « Notes et références ».
Pour les articles homonymes, voir Cigogne.
L'île Cigogne est une île de l'archipel des Glénan au sud de Fouesnant dans le Finistère.
L'île Cigogne tire son nom, non pas de l'oiseau, mais de la forme de l'île. Isi gogn signifie « qui est coin » en vieux breton, c’est-à-dire qu’elle est faite de coins, qu’elle est biscornue. Cette île est nommée île Cygoigne dans le Petit Atlas Maritime, Tome V n°61 de JN BELLIN - 1764.

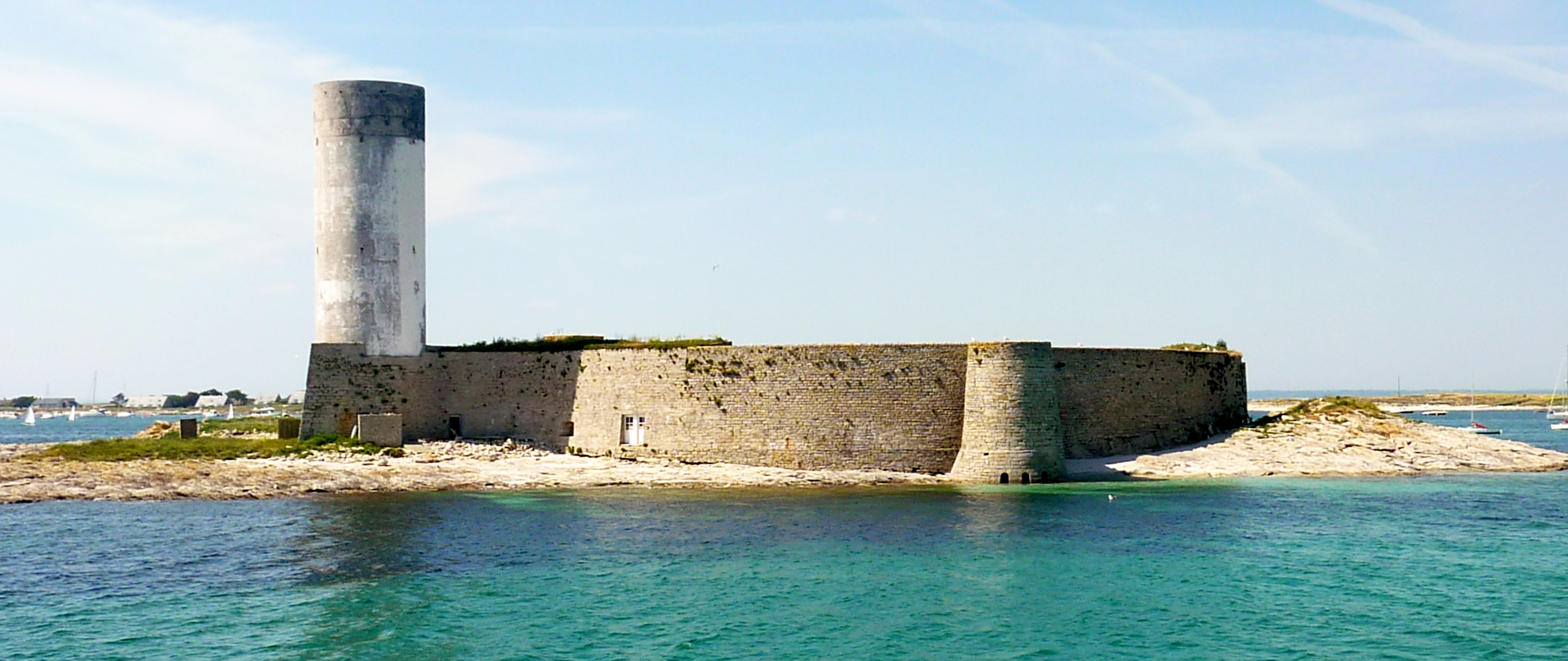
Le fort Cigogne.

L'île, au centre de l'archipel est reconnaissable au fort Cigogne, construit à partir de 1756 sur les plans du duc d'Aiguillon pour interdire le mouillage de la « Chambre » aux corsaires anglais. Trente hommes sont logés dans les souterrains alors construits, et le fort a logé par la suite jusqu'à 80 soldats, mais ce fort ne fut jamais terminé et fut surnommé « Le fort inutile », n'empêchant pas pendant les guerres de la Révolution et de l'Empire, les corsaires anglais de s'installer à l'est de Penfret et, de là, de piller les navires marchands et de participer au blocus continental.
Propriété de l'État, il est loué à l'école de voile des Glénans à partir de 1957. Une tour, érigée en 1911, y sert aussi d'amer et de base d'étalonnage de vitesse pour les avions de l'armée.
La restauration du fort s'est achevée en septembre 2024, après six ans de chantier et 6,5 millions d'euros d'investissements publics.

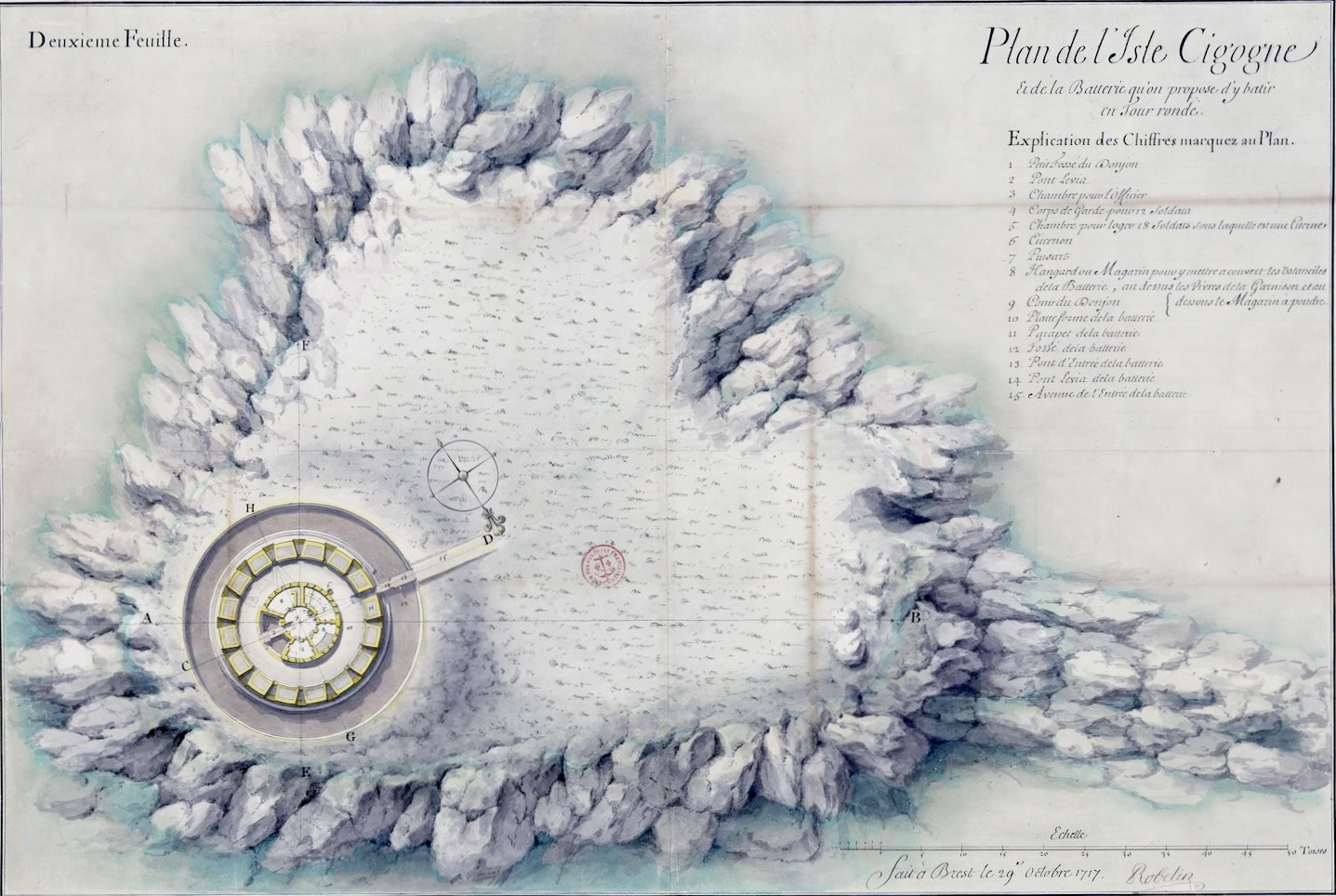
Plan de l'île Cigogne datant de 1717, par Robelin (Bibliothèque nationale de France).
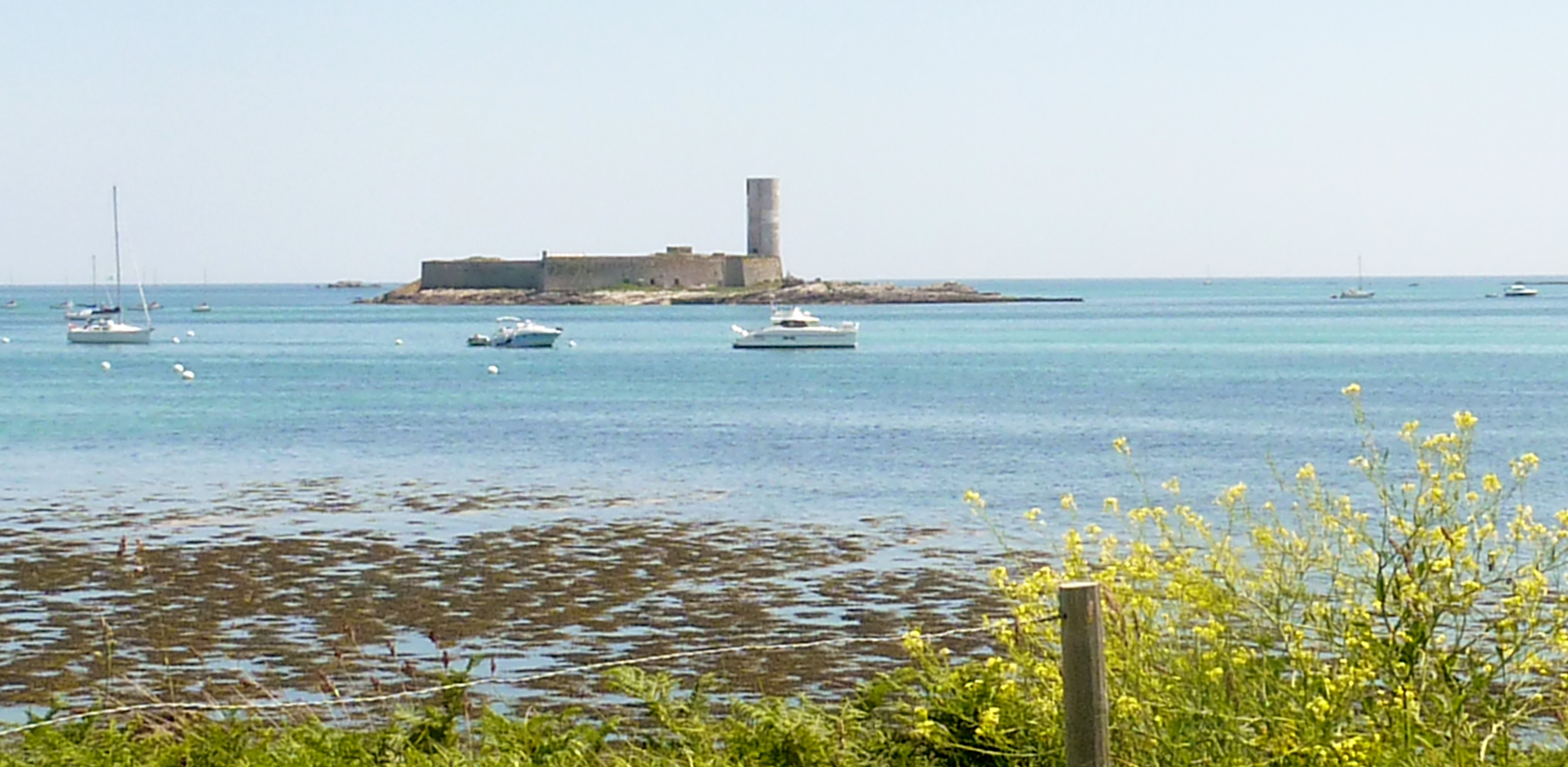
L'île Cigogne et son fort vus de l'est de l'île Saint-Nicolas.
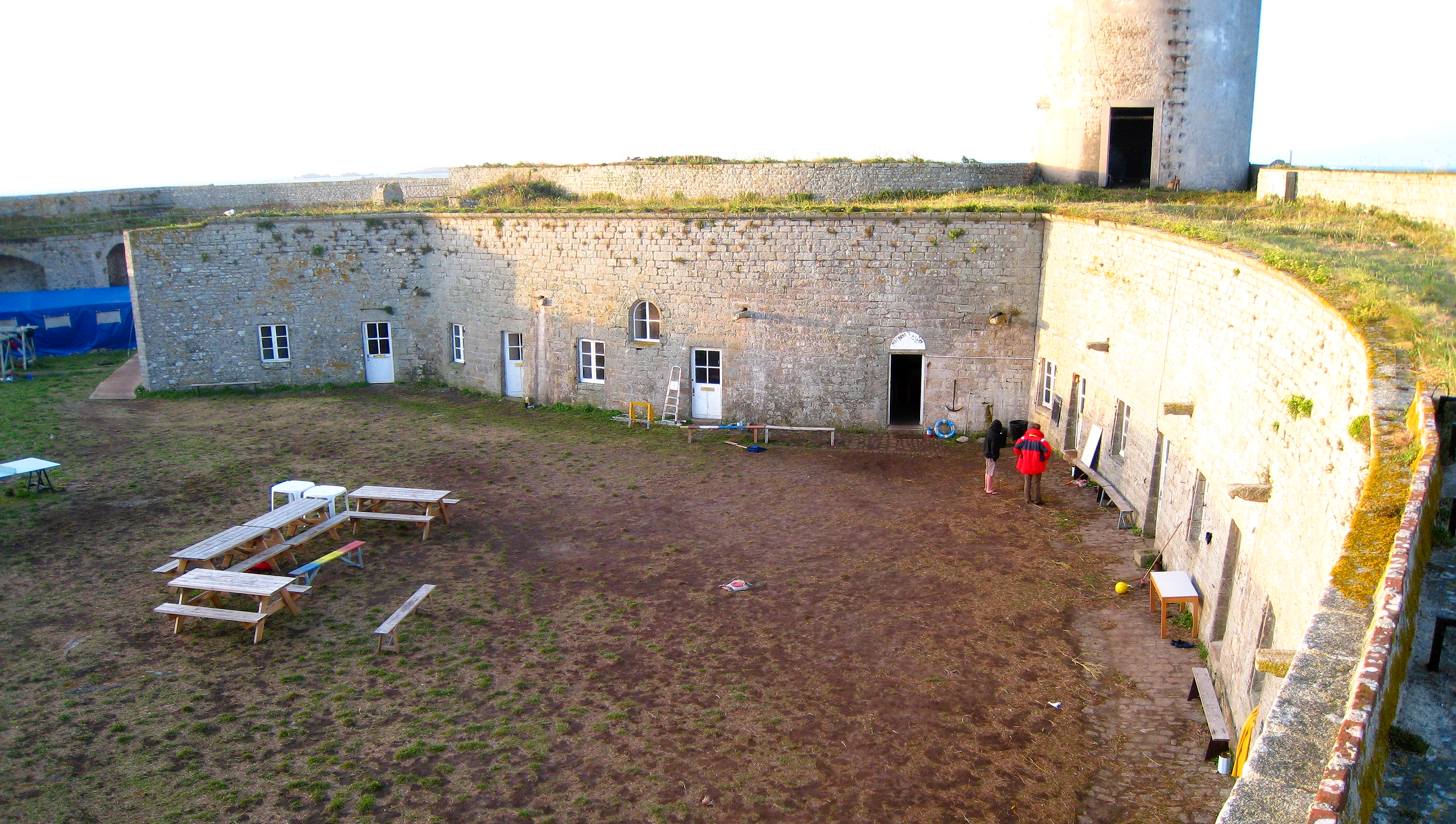
Vue intérieure du fort Cigogne.